# Decimosegundo Grupo de Ejército de Estados Unidos
El Decimosegundo Grupo de Ejércitos de Estados Unidos fue la más grande y poderosa formación del Ejército de Estados Unidos en entrar en combate. Controlaba la mayoría de las fuerzas estadounidenses en el Frente Occidental en 1944 y 1945. Su comandante en jefe fue el general Omar Bradley. 
Las unidades que formaban el 12.° Grupo de Ejércitos ocuparon el flanco derecho de las líneas aliadas durante la Batalla de Normandía, aunque hasta julio fueron controladas por el 21.er Grupo de Ejércitos británico del general Montgomery.
Después de la ruptura de la cabeza de playa en Normandía, el 12.° Grupo de Ejércitos ocupó el centro del Frente Occidental. Hacia el norte se dirigía el 21.er Grupo de Ejércitos británico y, por el sur, venía el 6.° Grupo de Ejércitos estadounidense. Durante el avance en 1945 a través de Alemania el 12.° Grupo de Ejércitos controlaba cuatro ejércitos: el 1.er Ejército, el 3.er Ejército, el 9.er Ejército y el 15.° Ejército. El Día de la Victoria en Europa, el 12.° Grupo de Ejércitos estaba formado por más de 1 300 000 de hombres.